# Uerdi Mara
Uerdi Mara (Coriza, 30 gennaio 1999) è un calciatore albanese, centrocampista della Dinamo Batumi.

## Carriera

### Club
Cresciuto nella squadra albanese dello Skënderbeu, con la quale ha debuttato nella massima divisione albanese nel 2018.
Il 1º luglio 2022 viene acquistato a titolo definitivo dalla squadra turca del Keçiörengücü per 150.000 euro, con cui firma un contratto triennale con scadenza il 30 giugno 2025.

## Statistiche

### Presenze e reti nei club
Statistiche aggiornate al 16 maggio 2025.
| Stagione             | Squadra              | Campionato           | Campionato | Campionato | Coppe nazionali | Coppe nazionali | Coppe nazionali | Coppe continentali | Coppe continentali | Coppe continentali | Altre coppe | Altre coppe | Altre coppe | Totale | Totale |
| Stagione             | Squadra              | Comp                 | Pres       | Reti       | Comp            | Pres            | Reti            | Comp               | Pres               | Reti               | Comp        | Pres        | Reti        | Pres   | Reti   |
| -------------------- | -------------------- | -------------------- | ---------- | ---------- | --------------- | --------------- | --------------- | ------------------ | ------------------ | ------------------ | ----------- | ----------- | ----------- | ------ | ------ |
| ott. 2015-2016       | Skënderbeu           | KS                   | 0          | 0          | CA              | 1               | 0               | UCL+UEL            | -                  | -                  | SA          | -           | -           | 1      | 0      |
| 2016-2017            | Skënderbeu           | KS                   | 0          | 0          | CA              | 1               | 0               | -                  | -                  | -                  | SA          | -           | -           | 1      | 0      |
| 2017-2018            | Skënderbeu           | KS                   | 2          | 0          | CA              | 2               | 2               | UEL                | 0                  | 0                  | -           | -           | -           | 4      | 2      |
| 2018-2019            | Skënderbeu           | KS                   | 3          | 0          | CA              | 4               | 0               | -                  | -                  | -                  | SA          | 0           | 0           | 7      | 0      |
| 2019-2020            | Skënderbeu           | KS                   | 21         | 0          | CA              | 6               | 1               | -                  | -                  | -                  | -           | -           | -           | 27     | 1      |
| 2020-2021            | Skënderbeu           | KS                   | 32         | 3          | CA              | 4               | 0               | -                  | -                  | -                  | -           | -           | -           | 36     | 3      |
| 2021-2022            | Skënderbeu           | KS                   | 34         | 0          | CA              | 3               | 0               | -                  | -                  | -                  | -           | -           | -           | 37     | 0      |
| Totale Skënderbeu    | Totale Skënderbeu    | Totale Skënderbeu    | 92         | 3          |                 | 21              | 3               |                    | 0                  | 0                  |             | 0           | 0           | 113    | 6      |
| 2022-gen. 2023       | Keçiörengücü         | 1L                   | 6          | 0          | CT              | 3               | 1               | -                  | -                  | -                  | -           | -           | -           | 9      | 1      |
| gen.-giu. 2023       | Beroe                | PL                   | 10+1       | 1+1        | CB              | 0               | 0               | -                  | -                  | -                  | -           | -           | -           | 11     | 2      |
| 2023-feb. 2024       | Keçiörengücü         | 1L                   | 15         | 2          | CT              | 1               | 0               | -                  | -                  | -                  | -           | -           | -           | 16     | 2      |
| Totale Keçiörengücü  | Totale Keçiörengücü  | Totale Keçiörengücü  | 21         | 2          |                 | 4               | 1               |                    | -                  | -                  |             | -           | -           | 25     | 3      |
| feb. 2024            | Dinamo Batumi        | EL                   | 25         | 3          | CG              | 2               | 0               | UCL+UECL           | 2+2                | 0                  | SG          | 2           | 0           | 33     | 3      |
| 2025                 | Dinamo Batumi        | EL                   | 15         | 2          | CG              | 0               | 0               | -                  | -                  | -                  | -           | -           | -           | 15     | 2      |
| Totale Dinamo Batumi | Totale Dinamo Batumi | Totale Dinamo Batumi | 40         | 5          |                 | 2               | 0               |                    | 4                  | 0                  |             | 2           | 0           | 48     | 5      |
| Totale carriera      | Totale carriera      | Totale carriera      | 163+1      | 11+1       |                 | 27              | 4               |                    | 4                  | 0                  |             | 2           | 0           | 197    | 16     |

## Palmarès

### Club

#### Competizioni nazionali
- Campionato albanese: 2

Skënderbeu: 2015-2016, 2017-2018
- Coppa d'Albania: 1

Skënderbeu: 2017-2018
- Supercoppa d'Albania: 1

Skënderbeu: 2018